# Valparaíso (São Paulo)
Valparaíso es un municipio brasileño situado en el estado de São Paulo. Tiene una población estimada, a fines de 2022, de 23 775 habitantes.
Se localiza a 21°13'20" de latitud sur y a 50°52'06" de longitud oeste, a una altitud de 449 metros.

## Carreteras
- SP-300
- SP-541

## Administración
- Alcalde: Carlos Alexandre Pereira (2021-2024)
- Vicealcalde: Mauro Sérgio Rosa Redigolo

## Religión
El Cristianismo está presente en la ciudad de la siguiente manera:

### Iglesia Católica
La iglesia católica del municipio forma parte de la Diócesis de Araçatuba.

### Iglesia Protestante
En la ciudad están presentes las más diversas creencias evangélicas, principalmente pentecostales, incluidas las Asambleas de Dios de Brasil (la iglesia evangélica más grande del país), Congregación Cristiana, entre otras. Estas denominaciones están creciendo cada vez más en todo Brasil.